# 和平镇 (藤县)
和平镇，是中华人民共和国广西壮族自治区梧州市藤县下辖的一个乡镇级行政单位。

## 行政区划
和平镇下辖以下地区：
和平社区、新良村、木依村、石桥村、屯江村、座垌村、志成村、新平村、平竹村、和平村、陈塘村、龙塘村、双垌村、新塘村、榄莫村、都坡村、官罗村和思源村。